# A hélium izotópjai
Bár a héliumnak (He, standard atomtömeg: 4,002602(2) u) nyolc ismert izotópja van, ezek közül csak a hélium-3 és a hélium-4 stabil. A Föld légkörében egymillió 4He atomra jut egy atom 3He. A hélium izotóp-összetétele ugyanakkor – az általánostól eltérően – nagyban függ a származási helytől. A csillagközi térben a 3He részaránya mintegy százszorosa a fent említettnek. A földkéreg kőzeteiben izotóp-összetétele akár tízszeres eltérést is mutathat – a geológiában ezt felhasználják a kőzetek eredetének és a földköpeny összetételének vizsgálatára.
A leggyakoribb izotóp, a 4He a Földön a nehéz radioaktív elemek alfa-bomlásakor keletkezik – az alfa-részecskék ugyanis kétszeresen ionizált 4He atomok. A 4He atommagja kivételesen stabil, mivel benne a nukleonok lezárt héjakat alkotnak. Az ősrobbanáskori nukleoszintézis során is hatalmas mennyiségben jött létre. A hélium két stabil izotópjának eltérő gyakoriságát a különböző keletkezési mód okozza.
0,8 K alatt a 3He-at és 4He-et egyenlő arányban tartalmazó folyadék a két izotóp különbözősége miatt két, egymással nem elegyedő fázisra válik szét (a két izotópra különböző kvantumstatisztika vonatkozik: a 4He bozon, míg a 3He fermion). A hígításos hűtés során felhasználják, hogy a két izotóp nem elegyedik egymással, így néhány millikelvin hőmérséklet érhető el.  A Földön a 3He csak nyomokban fordul elő, ennek nagy része a Föld keletkezése óta jelen van, bár kisebb mennyiség a kozmikus porban kötve is hull a Földre. Nyomnyi mennyiség keletkezik a trícium béta-bomlása során is. A csillagokban több 3He található, ez a magfúzió során keletkezik. A bolygóközi anyag, például a holdi és aszteroida regolitok nyomokban tartalmaznak 3He-at, mely a napszéllel kerül beléjük.

## Egzotikus héliumizotópok
Az egzotikus héliumizotópok atomtömege a természetes héliuménál nagyobb. Bár mindegyik egzotikus héliumizotóp egy másodpercnél rövidebb felezési idővel bomlik, a kutatók részecskegyorsítós ütközésekben előállították a kis rendszámú elemek, mint pl. a hélium, lítium és nitrogén szokatlan atommagjait. Ezen izotópok furcsa atommagszerkezete bepillantást adhat a neutronok izolált tulajdonságaiba.
A legrövidebb életű izotóp a hélium-5: felezési ideje 7,6·10‒22 másodperc. A hélium-6 béta-bomló, 0,8 másodperces felezési idővel. A hélium-7 is béta-részecskét bocsát ki, de emellett gamma-sugárzó is. A legalaposabban vizsgált egzotikus héliumizotóp a hélium-8. Úgy gondolják, hogy ez az izotóp - a hélium-6-hoz hasonlóan - egy hélium-4 magból és az azt körülvevő neutron „haló”-ból áll (a 6He esetén ezt két, a 8He-nél négy neutron alkotja). A hélium-7 és hélium-8 egyes magreakciók során is keletkezhet mint magtöredék. A hélium izotópjainak létezését hélium-10-ig megerősítették. 

## Hélium-2 (diproton)
A hélium-2 a hélium hipotetikus izotópja, amely elméleti számítások szerint létezne, ha az erős kölcsönhatás 2%-kal erősebb volna.

## Táblázat
| nuklid jele | Z(p)                                                                                       | N(n)       | izotóp tömege (u) | felezési idő                   | magspin    | jellemző izotóp- összetétel (móltört) | természetes ingadozás (móltört) |
| nuklid jele | megjegyzés                                                                                 | megjegyzés | megjegyzés        | megjegyzés                     | megjegyzés | megjegyzés                            | megjegyzés                      |
| ----------- | ------------------------------------------------------------------------------------------ | ---------- | ----------------- | ------------------------------ | ---------- | ------------------------------------- | ------------------------------- |
| 3He         | 2                                                                                          | 1          | 3,0160293191(26)  | STABIL                         | 1/2+       | 0,00000134(3)                         | 4,6·10‒10–0,000041              |
| 4He         | 2                                                                                          | 2          | 4,00260325415(6)  | STABIL                         | 0+         | 0,99999866(3)                         | 0,999959–1                      |
| 5He         | 2                                                                                          | 3          | 5,01222(5)        | 700(30)·10‒24 s [0,60(2) MeV]  | 3/2‒       |                                       |                                 |
| 5He         | Nagyon instabil, 4He-gyé bomlik.                                                           |            |                   |                                |            |                                       |                                 |
| 6He         | 2                                                                                          | 4          | 6,0188891(8)      | 806,7(15) ms                   | 0+         |                                       |                                 |
| 6He         | 7He-ből vagy 11Li-ből keletkezik, béta-bomlással 6Li-tá alakul.                            |            |                   |                                |            |                                       |                                 |
| 7He         | 2                                                                                          | 5          | 7,028021(18)      | 2,9(5)·10‒21 s [159(28) keV]   | (3/2)‒     |                                       |                                 |
| 7He         | Nagyon instabil, 6He-tá bomlik.                                                            |            |                   |                                |            |                                       |                                 |
| 8He         | 2                                                                                          | 6          | 8,033922(7)       | 119,0(15) ms                   | 0+         |                                       |                                 |
| 8He         | 9He-ből keletkezik, béta-bomlással 7Li-té alakul, majd kibocsát egy késleltetett neutront. |            |                   |                                |            |                                       |                                 |
| 9He         | 2                                                                                          | 7          | 9,04395(3)        | 7(4)·10‒21 s [100(60) keV]     | 1/2(‒#)    |                                       |                                 |
| 9He         | Nagyon instabil, 8He-ra bomlik.                                                            |            |                   |                                |            |                                       |                                 |
| 10He        | 2                                                                                          | 8          | 10,05240(8)       | 2,7(18)·10‒21 s [0,17(11) MeV] | 0+         |                                       |                                 |
| 10He        | Nagyon instabil, 9He-re bomlik.                                                            |            |                   |                                |            |                                       |                                 |

## Fordítás
- Ez a szócikk részben vagy egészben  az   Isotopes of helium című angol Wikipédia-szócikk ezen változatának fordításán alapul.  Az eredeti cikk szerkesztőit annak laptörténete sorolja fel. Ez a jelzés csupán a megfogalmazás eredetét és a szerzői jogokat jelzi, nem szolgál a cikkben szereplő információk forrásmegjelöléseként.